# Ian McElhinney
Ian McElhinney est un acteur britannique né le 19 août 1948 à Belfast (Irlande du Nord). Il est connu pour jouer le rôle de Barristan Selmy dans la série de HBO Game of Thrones. Il joue aussi le rôle du général rebelle Jan Dodonna dans Rogue One: A Star Wars Story, le premier spin-off de la saga Star Wars.

## Filmographie partielle

### Cinéma
- 1982 : Angel de Neil Jordan : le groom
- 1985 : Lamb de Colin Gregg
- 1987 : L'Irlandais : Lodger
- 1988 : Reefer and the Model de Joe Comerford
- 1990 : Secret défense : Jack Cunningham
- 1990 : Fools of Fortune de Pat O'Connor
- 1996 : Small Faces : Oncle Andrew
- 1996 : Michael Collins : Belfast Detective
- 1996 : Hamlet : Bernardo
- 1997 : The Boxer : Alfie Stewart
- 1998 : Divorcing Jack : Alfie Stewart
- 2007 : Closing the Ring : Cathal Thomas
- 2008 : La Cité de l'ombre : « Builder »
- 2010 : Eyes of War : Ivan
- 2010 : Donne-moi ta main : le prêtre
- 2016 : Rogue One: A Star Wars Story : Général Jan Dodonna
- 2023 : The Last Rifleman : Tom Malcolmson
- 2023 : Ils étaient un seul homme (The Boys in the Boat) de George Clooney

### Télévision
- 2007: Les Tudors: Le pape Clément VI
- 2011 - 2015 : Game of Thrones : Barristan Selmy
- 2012 : Titanic : De sang et d'acier (Titanic: Blood and Steel) : Sir Henry Carlton
- 2013 : The Fall : Morgan Monroe
- 2014 : Quirke : Bill Latimer
- 2017 : Krypton : Val-El
- 2018 : Derry Girls : Joe, le grand-père d'Erin
- 2020 : Doctor Who : Ko Sharmus